# 水清镇
水清镇，是中华人民共和国四川省宜宾市江安县曾经下辖的一个镇。2019年8月，撤销水清镇，将其所属行政区域划归四面山镇管辖。

## 行政区划
水清镇撤销前下辖以下地区：
水清社区、代湾村、解放村、团结村、新窝头村、板栗村、土桥村、葛藤湾村和金山洞村。